# ان‌جی‌سی ۴۵۲۷
ان‌جی‌سی ۴۵۲۷ (انگلیسی: NGC 4527) نام یک کهکشان در صورت فلکی دوشیزه است.